# لوکا راوانلی
لوکا راوانلی (انگلیسی: Luca Ravanelli؛ زادهٔ ۶ ژانویهٔ ۱۹۹۷) بازیکن فوتبال اهل ایتالیا است.
از باشگاه‌هایی که در آن بازی کرده‌است می‌توان به باشگاه فوتبال پادوا و باشگاه فوتبال پارما اشاره کرد.